# Rue Émile-Pierre-Casel
La rue Émile-Pierre-Casel est une voie du 20e arrondissement de Paris, en France.

## Situation et accès

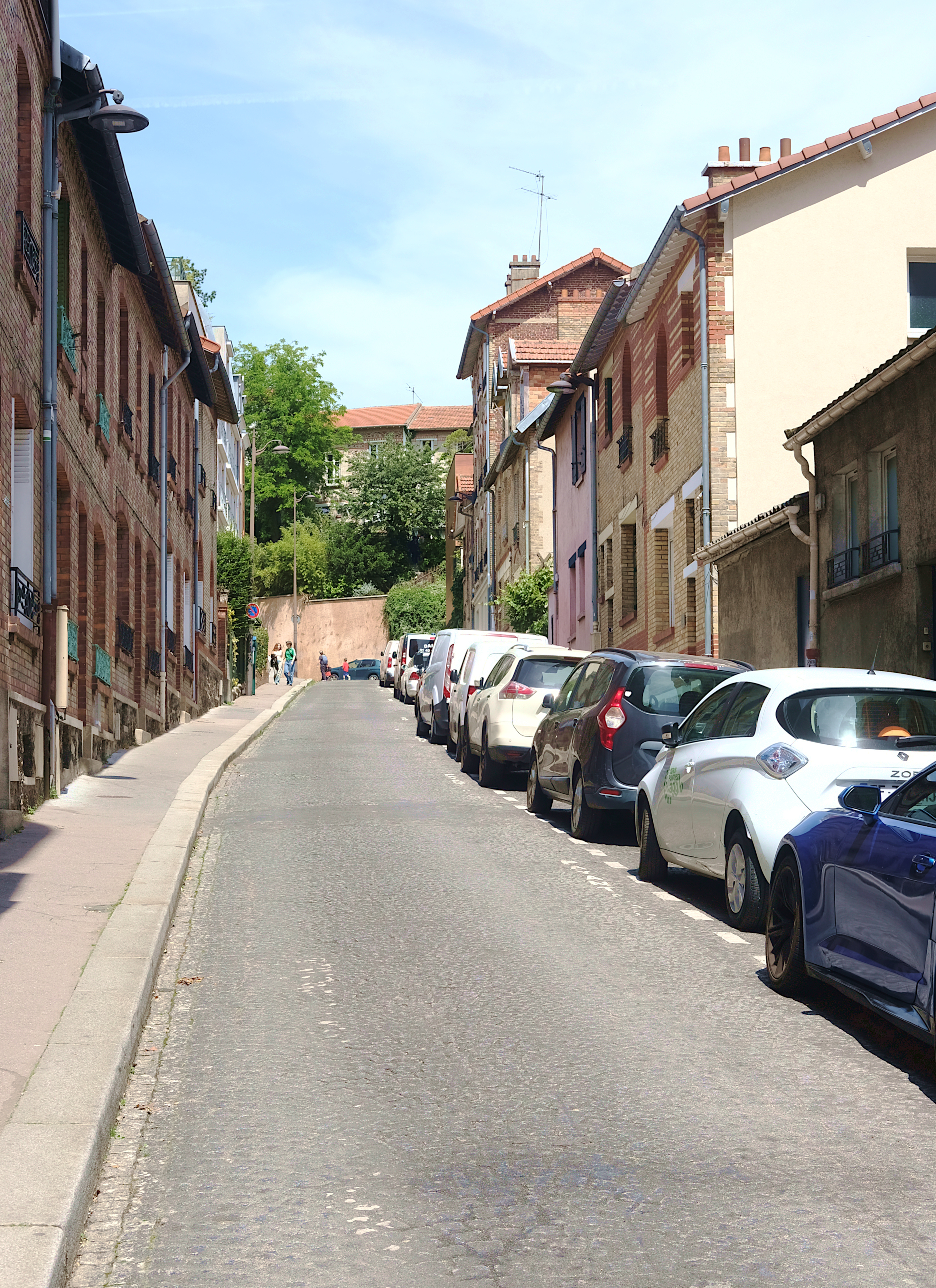
La rue Émile-Pierre-Casel vue de la rue Belgrand.

La rue Émile-Pierre-Casel est une courte voie publique située dans le 20e arrondissement de Paris. Elle débute au 17 rue Belgrand et se termine, après un raidillon, au 13 rue Géo-Chavez.

## Origine du nom
Cette voie est baptisée d'après le nom du propriétaire des terrains sur lesquels elle a été ouverte.
Émile Pierre Casel acquit l'immeuble du 16 de la rue le 19 août 1898 et le légua à son épouse, puis à ses deux filles à sa mort en 1911. (acte notarié de vente.)

## Historique
Cette voie, qui porte sa dénomination actuelle depuis 1925 environ, est classée dans la voirie parisienne par un arrêté du 29 septembre 1933.